# کبوترخان (رفسنجان)
کبوترخان (رفسنجان)، روستایی از توابع بخش مرکزی شهرستان رفسنجان در استان کرمان ایران است.

## جمعیت
این روستا در دهستان کبوترخان قرار دارد و براساس سرشماری مرکز آمار ایران در سال ۱۳۸۵، جمعیت آن ۲٬۷۳۵ نفر (۷۱۵خانوار) بوده‌است.

## قطب بستنی
روستای کبوترخان از قطب های تولید بستنی در ایران است و جشنواره بستنی بارها در این منطقه برگزار شده است.